# Ginevra Taddeucci
Ginevra Taddeucci, née le 3 mai 1997 à Florence, est une nageuse italienne, spécialiste des épreuves de nage en eau libre.

## Carrière
En avril 2022, elle termine troisième des championnats italiens sur 1500 m en établissant un record personnel de 16:20.39.
Lors du championnat du monde 2022, elle remporte une médaille de bronze à Budapest 2022 en relais mixte du 6km par équipe. Elle enchaine par un titre avec le relais italien aux championnats d'Europe de natation 2022 et remporte une médaille individuelle en argent sur la distance du 10 km

## Palmarès

### Jeux olympiques
- Jeux olympiques 2024 à Paris ( France) :
  -  Médaille de bronze du 10 km en eau libre.

### Championnats du monde
- Championnats du monde 2022 à Budapest ( Hongrie) :
  -  Médaille de bronze du 4 x 6 km en relais mixte.
- Championnats du monde 2023 à Fukuoka ( Japon) :
  -  Médaille d'or du 6 km relai mixte en eau libre.

- Championnats du monde 2025 à Singapour ( Singapour) :
  -  Médaille d'argent du sprint à élimination directe 3 km.
  -  Médaille d'argent du 5 km.
  -  Médaille d'argent du 10 km.
  -  Médaille d'argent du relais par équipes mixtes 6 km.

### Championnats d'Europe
- Championnats d'Europe de natation 2022 à Rome ( Italie) :
  -  Médaille d'or du relais par équipes mixtes 5 km.
  -  Médaille d'argent du 10 km en eau libre.

- Championnats d'Europe de natation 2024 à Belgrade ( Serbie) :
  -  Médaille d'argent du 5 km en eau libre.
  -  Médaille d'argent du relais par équipes mixtes 5 km.

- Championnats d'Europe de nage en eau libre 2025 à Stari Grad ( Croatie) :
  -  Médaille d'or du 5 km.
  -  Médaille d'argent du 10 km.
  -  Médaille d'argent du relais par équipes mixtes 5 km.